# Valerie (singel Marka Ronsona)
Valerie – singel brytyjskiego muzyka Marka Ronsona, nagrany w duecie z piosenkarką soulową Amy Winehouse będący coverem utworu zespołu The Zutons. Utwór pochodzący z płyty Version, wydany został 15 października 2007 roku przez wydawnictwo muzyczne Columbia Records. Piosenka znalazła się na 2. miejscu angielskiej listy UK Singles Chart.

## Lista utworów
CD singiel
1. „Valerie”
2. „Valerie” (Baby J Remix)
3. „Valerie” (The Count & Sinden Remix)
4. „California” (Live from Wireless Festival)

## Notowania singla
| Lista (2007)                           | Pozycja |
| -------------------------------------- | ------- |
| European Hot 100 Singles               | 11      |
| Irish Singles Chart                    | 3       |
| New Zealand RIANZ Singles Chart        | 39      |
| UK Singles Chart                       | 2       |
| UK R&B Singles Chart                   | 1       |
| Lista (2008)                           | Pozycja |
| Australian ARIA Singles Chart          | 75      |
| Ö3 Austria Top 40                      | 5       |
| Belgian Ultratop 50 Singles (Flanders) | 18      |
| Dutch Top 40                           | 1       |
| German Singles Chart                   | 3       |
| Hungarian Mahasz Dance Chart           | 38      |
| Slovak IFPI Airplay Chart              | 27      |
| Swiss Singles Chart                    | 4       |
| Lista (2011)                           | Pozycja |
| Australian ARIA Singles Chart          | 34      |